# Елна Рейнах
Елна Рейнах (англ. Elna Reinach, нар. 2 грудня 1968) — колишня південноафриканська тенісистка.
Із Патріком Гелбрайтом виграла Відкритий чемпіонат США з тенісу у міксті в 1994 році.
Завершила кар'єру 1995 року.

## Фінали турнірів Великого шолома

### Мікст (1 титул, 1 поразка)
| Результат | Ранг | Дата            | Турнір                                        | Покриття | Партнер         | Опоненти                            | Рахунок       |
| Поразка   | 1.   | 6 червня 1993   | Відкритий чемпіонат Франції з тенісу, Франція | Ґрунт    | Дані Віссер     | Андрій Ольховський Євгенія Манюкова | 2–6, 6–4, 4–6 |
| Перемога  | 2.   | 11 вересня 1994 | Відкритий чемпіонат США з тенісу, США         | Тверде   | Патрік Гелбрайт | Тодд Вудбрідж Яна Новотна           | 6–2, 6–4      |

## Фінали Туру WTA

### Одиночний розряд 2 (1–1)
| Легенда: до 2009        | Легенда: починаючи з 2009 |
| ----------------------- | ------------------------- |
| Grand Slam (0/0)        |                           |
| WTA Championships (0/0) |                           |
| Tier I (0/0)            | Premier Mandatory (0/0)   |
| Tier II (0/0)           | Premier 5 (0/0)           |
| Tier III (0/0)          | Premier (0/0)             |
| Tier IV & V (1/1)       | International (0/0)       |

| Результат | Ранг | Дата           | Турнір                  | Покриття | Опонент         | Рахунок  |
| --------- | ---- | -------------- | ----------------------- | -------- | --------------- | -------- |
| Поразка   | 1.   | 20 серпня 1989 | Альбукерке, США         | Тверде   | Лорі Макніл     | 1–6, 3–6 |
| Перемога  | 2.   | 7 лютого 1993  | Auckland, Нова Зеландія | Тверде   | Керолайн Кулмен | 6–0, 6–0 |

### Парний розряд 19 (10–9)
| Результат | Ранг | Дата              | Турнір                                | Покриття   | Партнер           | Опоненти                               | Рахунок       |
| --------- | ---- | ----------------- | ------------------------------------- | ---------- | ----------------- | -------------------------------------- | ------------- |
| Поразка   | 1.   | 28 липня 1986     | Берклі, США                           | Тверде     | Емі Голтон        | Бет Герр Алісія Молтон                 | 1–6, 2–6      |
| Поразка   | 2.   | 16 жовтня 1988    | Porsche Tennis Grand Prix, Німеччина  | Килим      | Раффаелла Реджі   | Івона Кучиньська Мартіна Навратілова   | 1–6, 4–6      |
| Перемога  | 3.   | 20 серпня 1989    | Альбукерке, США                       | Тверде     | Ніколь Брадтке    | Раффаелла Реджі Аранча Санчес Вікаріо  | 4–6, 6–4, 6–2 |
| Поразка   | 4.   | 15 жовтня 1989    | Porsche Tennis Grand Prix, Німеччина  | Килим      | Раффаелла Реджі   | Джиджі Фернандес Робін Вайт            | 4–6, 6–7      |
| Поразка   | 5.   | 22 жовтня 1989    | Байонна, Франція                      | Тверде     | Раффаелла Реджі   | Манон Боллеграф Катрін Танв'є          | 6–7, 5–7      |
| Перемога  | 6.   | 20 травня 1990    | German Open, Німеччина                | Ґрунт      | Ніколь Брадтке    | Гана Мандлікова Яна Новотна            | 6–2, 6–1      |
| Перемога  | 7.   | 27 травня 1990    | Internationaux de Strasbourg, Франція | Ґрунт      | Ніколь Брадтке    | Кеті Джордан Елізабет Смайлі           | 6–1, 6–4      |
| Поразка   | 8.   | 12 травня 1991    | Мастерс Рим, Італія                   | Ґрунт      | Ніколь Брадтке    | Дженніфер Капріаті Моніка Селеш        | 5–7, 2–6      |
| Поразка   | 9.   | 20 травня 1991    | German Open, Німеччина                | Ґрунт      | Ніколь Брадтке    | Лариса Савченко-Нейланд Наташа Звєрєва | 3–6, 3–6      |
| Поразка   | 10.  | 16 червня 1991    | Birmingham Classic, Англія            | Трава      | Сенді Коллінз     | Ніколь Брадтке Елізабет Смайлі         | 3–6, 4–6      |
| Поразка   | 11.  | 3 листопада 1991  | Скоттсдейл, США                       | Тверде     | Сенді Коллінз     | Марін Гарпер Кеммі Мак-Грегор          | 5–7, 6–3, 3–6 |
| Перемога  | 12.  | 10 листопада 1991 | Brentwood, США                        | Тверде     | Сенді Коллінз     | Басукі Яюк Кароліна Віс                | 5–7, 6–4, 7–6 |
| Перемога  | 13.  | 24 травня 1992    | Ladies Championship Gstaad, Швейцарія | Ґрунт      | Емі Фрейзер       | Каріна Габшудова Маріанн Вердел        | 7–5, 6–2      |
| Поразка   | 14.  | 14 червня 1992    | Birmingham Classic, Англія            | Трава      | Сенді Коллінз     | Лорі Макніл Ренне Стаббс               | 7–5, 3–6, 6–8 |
| Перемога  | 15.  | 1 листопада 1992  | San Juan, Puerto Rico, Пуерто-Рико    | Тверде     | Аманда Кетцер     | Джиджі Фернандес Кеті Ріналді          | 6–2, 4–6, 6–2 |
| Перемога  | 16.  | 14 листопада 1992 | Індіанаполіс, США                     | Тверде (i) | Катріна Адамс     | Сенді Коллінз Мері-Лу Деніелс          | 5–7, 6–2, 6–4 |
| Перемога  | 17.  | 7 лютого 1993     | ASB Classic, Нова Зеландія            | Тверде     | Ізабель Демонжо   | Джилл Гетерінгтон Кеті Ріналді         | 6–2, 6–4      |
| Перемога  | 18.  | 6 листопада 1994  | Tournoi de Québec, Канада             | Килим      | Наталі Тозья      | Лінда Вілд Чанда Рубін                 | 6–4, 6–3      |
| Перемога  | 19.  | 5 лютого 1995     | ASB Classic, Нова Зеландія            | Тверде     | Джилл Гетерінгтон | Лаура Голарса Кароліна Віс             | 7–6, 6–2      |